# Cordisepalum thorelii
Cordisepalum thorelii là một loài thực vật có hoa trong họ Bìm bìm. Loài này được (Gagnep.) Verdc. mô tả khoa học đầu tiên năm 1971.